# Afrodisiada
Afrodisiada (en griego, Αφροδισιάς, Αφροδισιάδα) es el nombre de una antigua ciudad griega de Laconia.
Pausanias recoge la tradición de que había sido fundada cuando Eneas, dirigiéndose a Italia, fue arrastrado por los vientos al golfo de Laconia. Fue una de las tres ciudades, junto con Side y Étide, que fueron unidas en sinecismo por uno de los Heráclidas llamado Beo, que se consideraba el fundador epónimo de Bea.
Es mencionada por Tucídides en el marco de la guerra del Peloponeso. En sus proximidades resistió un cuerpo de vigilancia espartano, durante la expedición ateniense contra Citera y la costa de Laconia del año 424 a. C.
Se desconoce su localización exacta.